# جمع (قراءة)
الجمع القراءة بأكثر من رواية في ختمة واحدة، ويعمل به في مقام التعليم، بشروط وأحكام مفصلة، ويسمى عند المغاربة بـالإرداف لأنه يتبع الوجه تلو الوجه، وفي كيفية الأخذ به طرق عدة.